# 費內巴切籃球俱樂部
費內巴切籃球俱樂部是一支主場位于伊斯坦堡的土耳其职业篮球队。球隊成立于1913年，但受巴尔干战争和第一次世界大战影響一度停辦。1944年球隊再次重建。費內巴切籃球俱樂部是第一支赢得歐洲籃球聯賽冠軍的土耳其球队，該球隊於2017年首次奪得歐洲籃球聯賽冠軍。